# 1492ピクチャーズ
1492ピクチャーズ（1492 Pictures）は、1995年にクリス・コロンバス監督によって設立されたアメリカの映画製作会社。
1492ピクチャーズでは、様々なコロンバスの映画に加え、ブライアン・レバント（『ジングル・オール・ザ・ウェイ』）、ヘンリー・セリック（『モンキーボーン』）、アルフォンソ・キュアロン（『ハリー・ポッターとアズカバンの囚人』）、ジョー・ロス（『クランク家のちょっと素敵なクリスマス』）、ティム・ストーリー（『ファンタスティック・フォー ［超能力ユニット］』）、およびショーン・レヴィ（『ナイト ミュージアム』）を含む他の監督の作品も製作している。

## 主な作品
- 9か月 Nine Months（1995）
- ジングル・オール・ザ・ウェイ Jingle All the Way（1996）
- グッドナイト・ムーン Stepmom（1998）
- アンドリューNDR114 Bicentennial Man（1999）
- モンキーボーン Monkeybone（2001）
- ハリー・ポッターと賢者の石 Harry Potter and the Philosopher's Stone（2001）
- ハリー・ポッターと秘密の部屋 Harry Potter and the Chamber of Secrets（2002）
- クランク家のちょっと素敵なクリスマス Christmas with the Kranks（2004）
- ハリー・ポッターとアズカバンの囚人 Harry Potter and the Prisoner of Azkaban（2004）
- レント Rent（2005）
- ファンタスティック・フォー ［超能力ユニット］ Fantastic Four（2005）
- ナイト ミュージアム Night at the Museum（2006）
- ファンタスティック・フォー:銀河の危機 Fantastic Four: Rise of the Silver Surfer（2007）
- ナイト ミュージアム2 Night at the Museum: Battle of the Smithsonian（2009）
- 愛しのベス・クーパー I Love You, Beth Cooper（2009）
- パーシー・ジャクソンとオリンポスの神々 Percy Jackson & the Olympians: The Lightning Thief（2010）
- ヘルプ 〜心がつなぐストーリー〜 The Help（2011）
- パーシー・ジャクソンとオリンポスの神々/魔の海 Percy Jackson: Sea of Monsters（2013）
- ナイト ミュージアム/エジプト王の秘密 Night at the Museum: Secret of the Tomb（2014）
- ピクセル Pixels（2015）
- クリスマス・クロニクル The Christmas Chronicles（2018）
- 弱虫スクービーの大冒険 Scoob!（2020）
- クリスマス・クロニクル PART2 The Christmas Chronicles 2（2020）